# Bexhet Nelku
Bexhet Nelku (czyt. Bedżet Nelku, ur. 8 czerwca 1937 w Tiranie, zm. 21 listopada 1970 tamże) – albański aktor.

## Życiorys
Zadebiutował na scenie w 1957 (będąc jeszcze uczniem liceum artystycznego) w dramacie Dzwony Kremla Nikołaja Pogodina. W 1963 ukończył studia aktorskie w szkole im. Aleksandra Moissiu przy Teatrze Ludowym w Tiranie. W tym samym roku rozpoczął pracę aktora zawodowego w Teatrze Ludowym. W ciągu 7 lat występów na tej scenie zagrał ponad dwadzieścia ról. Pracował także jako pedagog na wydziale aktorskim Instytutu Sztuk w Tiranie.
Na dużym ekranie zadebiutował w 1965 rolą Aleksa w filmie Vitet e para. Wystąpił w czterech filmach fabularnych. Zmarł po długiej i ciężkiej chorobie.

## Pamięć
Imię aktora nosi jedna z ulic w Tiranie (dzielnica Stacioni i Trenit).

## Role filmowe
- 1965: Vitet e para jako Aleks
- 1968: Fytyra e dytë jako Muhamet
- 1970: I teti ne bronz jako nauczyciel
- 1971: Kur zbardhi nje dite jako niemiecki kapitan